# Ле Море (Рим)
Ле Море је насеље у Италији у округу Рим, региону Лацио.
Према процени из 2011. у насељу је живело 26 становника. Насеље се налази на надморској висини од 693 м.